# Chris Taylor

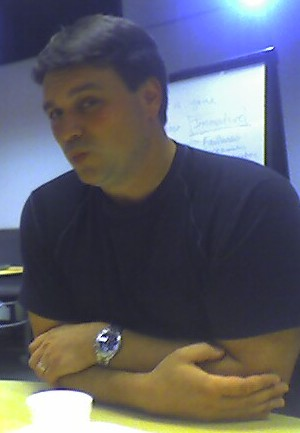
Chris w 2006 roku

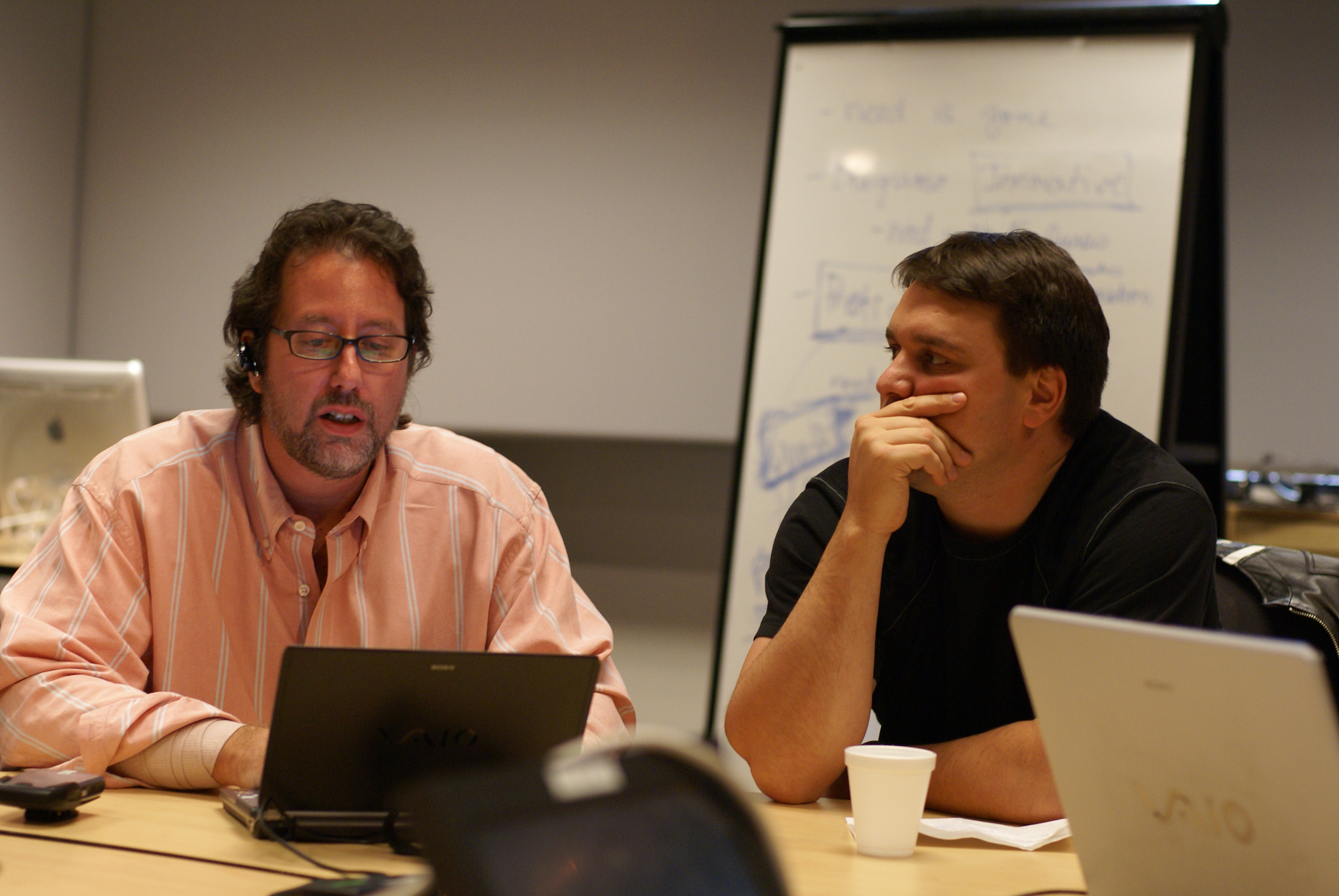
Chris Taylor (po prawej) razem z Jordanem Weismanem w 2006 roku

Chris Taylor – projektant gier komputerowych oraz przedsiębiorca, znany głównie ze stworzenia Total Annihilation, serii Dungeon Siege oraz utworzenia Gas Powered Games. W 2002 serwis GameSpy nazwał go trzydziestą najbardziej wpływową osobą świata gier.
Chris Taylor urodził się w Kolumbii Brytyjskiej w Kanadzie, pracę w przemyśle gier wideo rozpoczął w późnych latach 80. w firmie Distinctive Software w Burnaby. Jego pierwszą grą był Hardball II wydany w 1989 roku.
Taylor przeprowadził się w roku 1996 do Seattle w stanie Waszyngton, w USA i dołączył do Cavedog Entertainment jako projektant oraz szef projektu strategicznej gry komputerowej Total Annihilation oraz pierwszego dodatku Total Annihilation: The Core Contingency.
W maju 1998 roku utworzył Gas Powered Games i zaprojektował grę gatunku Action-RPG Dungeon Siege. Sequel gry, Dungeon Siege II, został wydany w 2005 roku.
W sierpniu 2005 magazyn PC Gamer ogłosił, że Gas Powered Games tworzy Supreme Commander, pierwszy RTS Chrisa od 1997 roku. Gra została okrzyknięta jako następca i kontynuator ducha Total Annihilation, nie mogła jednak nosić tej nazwy, gdyż właścicielem praw do niej jest Infogrames należące do Atari, które nie wykazało zainteresowania we franchisingu tytułu, na co bardzo liczono.
Supreme Commander zyskał miano „najlepszego RTS-a targów E3 w 2006 roku” a został wydany 16 lutego 2007 roku w Europie, cztery dni później w USA, zbierając bardzo wysokie noty głównych stron i magazynów o grach komputerowych.